# 松井周
松井 周（まつい しゅう、1972年10月5日 - ）は、日本の劇作家、俳優、演出家。

## 来歴
東京都生まれ。明治学院大学社会学部卒。明治学院大学演劇研究会で寺山修司や唐十郎のアングラ演劇に影響を受けたが、平田オリザの現代口語演劇と出会ったことをきっかけに、1996年に劇団青年団入団。2007年に劇団「サンプル」を結成。2010年にニューヨークタイムズで「日本における最も重要な演出家の一人」と紹介された。2011年『自慢の息子』で第55回岸田國士戯曲賞受賞。

## 作品

### 戯曲
- 通過（第9回日本劇作家協会新人戯曲賞入賞）
- ワールドプレミア（第11回日本劇作家協会新人戯曲賞入賞）
- 家族の肖像（2008年岸田国士戯曲賞最終候補）
- あの人の世界（2009年岸田国士戯曲賞最終候補）
- 聖地（さいたまゴールド・シアター第4回公演、蜷川幸雄演出、2010年）
- 自慢の息子（2010年、サンプル公演、2011年岸田國士戯曲賞）
- ゲヘナにて（2011年、サンプル公演）
- 変半身（inseparable公演、2019年、村田沙耶香との共作）
- てにあまる（柄本明 演出、2021年）

### 小説
- およばれ（「群像」2008年4月号）
- 快適な生活（「群像」2008年10月号）
- そのかわり（「すばる」2010年5月号）
- 土産（「群像」2011年11月号）
- リーダー（「文藝」2018年夏季号）

## 出演作品

### テレビドラマ
- SP 警視庁警備部警護課第四係 スペシャルアンコール特別編（2008年4月5日、フジテレビ）
- 渋谷JK「コンビニ （または謝罪について）」（2009年5月30日、NHK総合）
- 461個のありがとう。 〜愛情弁当が育んだ父と子の絆〜（2015年3月15日、NHK BSプレミアム） - 助川 役
- ドキュメントドラマ 本日ただいま放送〜植木等・幻の主演映画〜（2015年8月9日、日本映画専門チャンネル） - 東京現像所スタッフ・速水 役
- 岐阜発地域ドラマ ガッタン ガッタン それでもゴー（2015年10月28日、NHK BSプレミアム）
- 連続テレビ小説 ひよっこ 第40回（2017年5月18日、NHK）
- 深夜食堂 -Tokyo Stories-（第5部）第45回（2019年、Netflix） - 街金業者 役

### テレビ番組
- 痛快TV スカッとジャパン《モンスター新人が大反省スカッと》「自分のミスを認めない新人」（2019年7月1日、フジテレビ）

### 映画
- 童貞放浪記（2009年8月8日公開、アルゴ・ピクチャーズ） - 本村 役
- 幕が上がる（2015年2月28日公開、ティ・ジョイ）

### CM
- パチンコ・コンコルド「悪を食うパヤ」編（2016年 - 2019年、静岡ローカル） - 教授 役
- パチンコ・コンコルド「希望の土コンコル土」（2020年 - 2021年、静岡ローカル） - 主人 役

### 吹き替え

#### 海外アニメ
- ホームムービーズ（ブランドン・スモール）